# Quique Estebaranz
Juan Enrique „Quique” Estebaranz López (ur. 6 października 1965 w Madrycie) – hiszpański piłkarz grający na pozycji napastnika. W swojej karierze 3 razy wystąpił w reprezentacji Hiszpanii.

## Kariera klubowa
Karierę piłkarską Estebaranz rozpoczął w klubie Atlético Madryt. W latach 1984–1988 występował w rezerwach tego klubu. W 1986 roku spadł z nimi z Segunda División do Segunda División B. W 1988 roku odszedł do Racingu Santander. Strzelił 23 gole dla tego klubu w Segunda División i został królem strzelców ligi. W 1989 roku odszedł do CD Tenerife. 2 września 1989 zadebiutował w Primera División w przegranym 0:1 wyjazdowym spotkaniu z Sevillą. 16 września 1989 w meczu z Realem Saragossa (3:3) strzelił swojego pierwszego gola w lidze hiszpańskiej. W Tenerife grał do końca sezonu 1992/1993.
W 1993 roku Estebaranz odszedł z Tenerife do Barcelony. Zadebiutował w niej 4 września 1993 w wygranym 3:0 domowym meczu z Realem Sociedad. W Barcelonie grał przez jeden sezon. Rozegrał 14 meczów i strzelił 3 gole będąc rezerwowym dla takich napastników jak: Christo Stoiczkow i Romário. Z Barceloną wywalczył mistrzostwo Hiszpanii oraz dotarł do finału Ligi Mistrzów. W finale, przegranym 0:4 z Milanem zagrał przez 20 minut.
Latem 1994 roku Estebaranz przeszedł z Barcelony do Sevilli. W Sevilli po raz pierwszy wystąpił 2 września 1994 w meczu z Realem Madryt, przegranym 1:4. W Sevilli wystąpił 26 razy przez 2 lata. W 1996 roku odszedł do Extremadury (debiut w niej zanotował 31 sierpnia 1996 w przegranym 1:2 wyjazdowym meczu z Hérculesem Alicante), jednak rok później spadł z nią do Segunda División.
W 1997 roku Estebaranz został piłkarzem CD Ourense, a w 1999 roku został z nim zdegradowany do Segunda División B. Sezon 1999/2000, ostatni w swojej karierze, spędził grając w Gimnástica Segoviana.
| Sezon   | Klub                 | Kraj      | Rozgrywki          | Mecze | Bramki |
| ------- | -------------------- | --------- | ------------------ | ----- | ------ |
| 1983/84 | Atlético Madryt B    | Hiszpania | Segunda División   | 1     | 0      |
| 1984/85 | Atlético Madryt B    | Hiszpania | Segunda División   | 9     | 2      |
| 1985/86 | Atlético Madryt B    | Hiszpania | Segunda División   | 25    | 1      |
| 1986/87 | Atlético Madryt B    | Hiszpania | Segunda División B | ?     | ?      |
| 1987/88 | Atlético Madryt B    | Hiszpania | Segunda División B | ?     | ?      |
| 1988/89 | Racing Santander     | Hiszpania | Segunda División   | 32    | 23     |
| 1989/90 | CD Tenerife          | Hiszpania | Primera División   | 33    | 10     |
| 1990/91 | CD Tenerife          | Hiszpania | Primera División   | 34    | 5      |
| 1991/92 | CD Tenerife          | Hiszpania | Primera División   | 33    | 7      |
| 1992/93 | CD Tenerife          | Hiszpania | Primera División   | 36    | 9      |
| 1993/94 | FC Barcelona         | Hiszpania | Primera División   | 14    | 3      |
| 1994/95 | Sevilla FC           | Hiszpania | Primera División   | 15    | 0      |
| 1995/96 | Sevilla FC           | Hiszpania | Primera División   | 11    | 0      |
| 1996/97 | CF Extremadura       | Hiszpania | Primera División   | 37    | 1      |
| 1997/98 | CD Ourense           | Hiszpania | Segunda División   | 26    | 5      |
| 1998/99 | CD Ourense           | Hiszpania | Segunda División   | 16    | 1      |
| 1999/00 | Gimnástica Segoviana | Hiszpania | Segunda División B | 25    | 1      |

## Kariera reprezentacyjna
W reprezentacji Hiszpanii Estebaranz zadebiutował 2 czerwca 1993 roku w wygranym 2:0 spotkaniu eliminacji do MŚ 1994 z Litwą. W kadrze narodowej rozegrał łącznie 3 spotkania, wszystkie w 1993 roku.
| Mecze i gole w reprezentacji | Mecze i gole w reprezentacji | Mecze i gole w reprezentacji | Mecze i gole w reprezentacji | Mecze i gole w reprezentacji | Mecze i gole w reprezentacji | Mecze i gole w reprezentacji |
| #                            | Data                         | Stadion                      | Rywal                        | Wynik                        | Gol                          | Rozgrywki                    |
| 1993                         | 1993                         | 1993                         | 1993                         | 1993                         | 1993                         | 1993                         |
| ---------------------------- | ---------------------------- | ---------------------------- | ---------------------------- | ---------------------------- | ---------------------------- | ---------------------------- |
| 1.                           | 02.06.1993                   | Wilno, Litwa                 | Litwa                        | 2:0                          | 0                            | el. MŚ 1994                  |
| 2.                           | 08.09.1993                   | Alicante, Hiszpania          | Chile                        | 2:0                          | 0                            | towarzyski                   |
| 3.                           | 22.09.1993                   | Tirana, Albania              | Albania                      | 5:0                          | 0                            | el. MŚ 1994                  |

## Sukcesy
- Mistrzostwo Hiszpanii (1)

Barcelona: 1993/1994
- Trofeo Pichichi (1)

Segunda División: 1988/1989